# Rubén Filipas
Rubén Matías Filipas es un médico y dirigente de fútbol. Fue el 41.er presidente del Club Estudiantes de La Plata, entre 2008 y 2011.
Asumió el máximo cargo dirigencial en septiembre de 2008, tras imponerse en las elecciones al candidato de la oposición, Julio Alegre, con el 57% de los votos. Su lista, «Por Estudiantes», obtuvo 2.092 sufragios, contra 1.589 de «Primero Estudiantes».
A lo largo de su mandato, el club logró destacadas participaciones futbolísticas a nivel internacional, consagrándose por cuarta vez en su historia campeón de la Copa Libertadores de América, tras 39 años de su anterior título, y finalista de la Copa Sudamericana 2008 y la Copa Mundial de Clubes 2009. También obtuvo el Torneo Apertura 2010, el quinto título oficial de la institución en campeonatos de Primera División de la era profesional del fútbol argentino.
Una vez concluido su período presidencial en la institución, un grupo de socios presentó una denuncia ante el Tribunal de Disciplina por un supuesto faltante no declarado, durante su gestión, de 21 millones de pesos. La justicia interna del club, aunque en fallo dividido, desestimó la demanda y absolvió a los directivos involucrados.
Rubén Filipas se desempeña como profesional en el sanatorio San José de Villa Elisa, ex Clínica Meneses, y en la Unidad de Trasplante del Hospital San Martín de La Plata. Es docente universitario y jefe de Trabajos Prácticos de la Cátedra de Medicina Interna «F» en la Facultad de Ciencias Médicas de la Universidad Nacional de La Plata.

## Palmarés

### Campeonatos nacionales
| Título           | Club                    | País      | Año  |
| ---------------- | ----------------------- | --------- | ---- |
| Primera División | Estudiantes de La Plata | Argentina | 2010 |

### Campeonatos internacionales
| Título                       | Club                    | Sede            | Año  |
| ---------------------------- | ----------------------- | --------------- | ---- |
| Copa Libertadores de América | Estudiantes de La Plata | América del Sur | 2009 |